# Ischnomantis perfida
Ischnomantis perfida es una especie de mantis de la familia Mantidae.

## Distribución geográfica
Se encuentra en Egipto, Etiopía y Sudán.